# 高知県道51号夜須物部線
高知県道51号夜須物部線（こうちけんどう51ごう やすものべせん）は、高知県香南市から香美市に至る県道（主要地方道）である。

## 概要
香南市夜須町坪井から香美市物部町山崎に至る。
香南市夜須町坪井の国道55号（土佐東街道）の土佐くろしお鉄道ごめん・なはり線 夜須駅付近より分岐して、夜須川の流れに沿って上流側に向かい、分水稜を越えて物部川支流の舞川に沿って下り、香美市物部町山崎の国道195号交点に至る路線。高知東部自動車道とは香南やすICで接続する。

### 路線データ
- 起点：香南市夜須町坪井（国道55号交点）
- 終点：香美市物部町山崎（国道195号交点、高知県道29号安芸物部線終点）

## 歴史
- 1993年（平成5年）5月11日 - 建設省から、県道撫川夜須線が夜須物部線として主要地方道に指定される[1]。

## 路線状況
平地を除く路線の大部分は、山間部の曲がりくねった隘路が続く。香南市香我美町撫川（むがわ） - 終点・香美市まで、未通県道である高知県道29号安芸物部線と重複する。

### 重複区間
- 高知県道29号安芸物部線（香南市香我美町撫川（むがわ） - 香美市物部町山崎（終点））

## 地理

### 通過する自治体
- 香南市
- 香美市

### 交差する道路
| 交差する道路                                  | 市町村名 | 交差する場所           | 交差する場所 |
| --------------------------------------------- | -------- | ---------------------- | ------------ |
| 国道55号 国道493号 重複                       | 香南市   | 夜須町坪井             | 起点         |
| E55 高知東部自動車道 / 南国安芸道路           | 香南市   | 夜須町坪井             | 7 香南やすIC |
| 高知県道222号末清夜須線                       | 香南市   | 夜須町夜須川           |              |
| 高知県道221号奥西川岸本線                     | 香南市   | 香我美町奥西川         |              |
| 高知県道29号安芸物部線 重複区間起点           | 香南市   | 香我美町撫川（むがわ） |              |
| 国道195号 高知県道29号安芸物部線 重複区間終点 | 香美市   | 物部町山崎             | 終点         |

### 沿線
- 土佐くろしお鉄道ごめん・なはり線 夜須駅
- 香南市役所
- 香南市立夜須小学校
- 香南市立夜須中学校